# I draghi dell'Eden: considerazioni sull'evoluzione dell'intelligenza umana
I draghi dell'Eden: considerazioni sull'evoluzione dell'intelligenza umana è stato scritto nel 1977 da Carl Sagan.
Combinando ricerche da vari campi di studio quali antropologia, psicologia, biologia evolutiva ed informatica Sagan illustra come l'intelligenza umana si sia evoluta.
Questo libro nel 1978 ha vinto il Premio Pulitzer nella categoria saggistica.